# ジェームズ・クラーク・マクスウェル望遠鏡

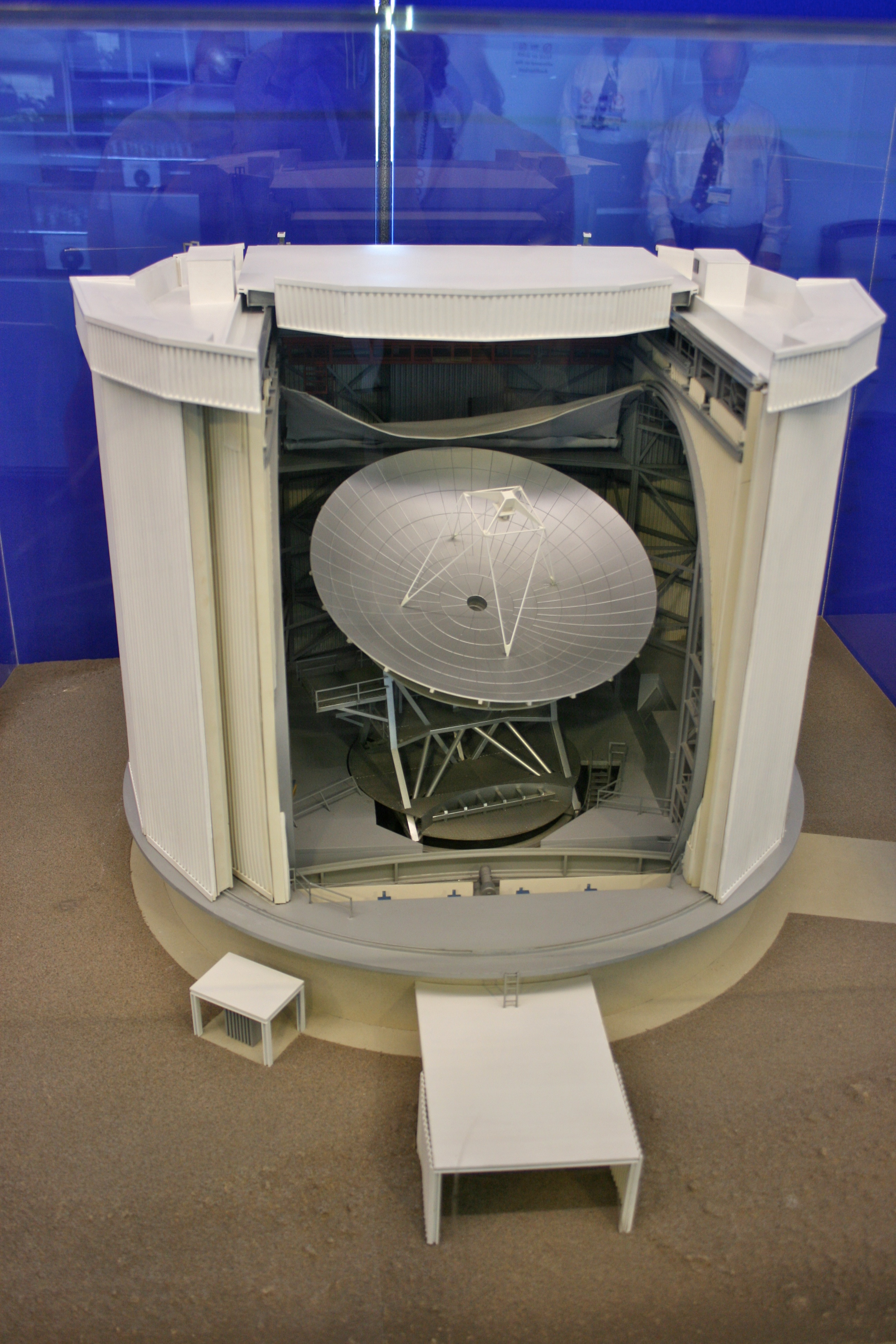
Scale model of JCMT

ジェームズ・クラーク・マクスウェル望遠鏡（James Clerk Maxwell Telescope、JCMT）は、ハワイ島マウナケア山頂天文台群にある電波望遠鏡。口径15メートルのパラボラアンテナによってミリ波・サブミリ波の帯域で観測する。サブミリ波観測に用いられる単一鏡の望遠鏡としては世界最大の口径を誇る。1987年の開所から2015年2月までは、イギリスとカナダ、オランダの共同出資によるJoint Astronomy Centre (英語版) が運営を担っていたが、2015年3月から東アジア天文台が運営している。

## 性能

### 主反射鏡
- 直径：15メートル
- 平均表面誤差：30マイクロメートル
- ホモロガス変形法を採用

### 架台
- 架台形式：経緯台式
- 天体追尾精度：1.5秒角
- 観測可能天体高度：5度〜87度

### 望遠鏡設置場所
- 緯度：北緯 19度49分33秒
- 経度：西経155度28分47秒
- 海抜：4,092メートル

## 観測装置
- RxA [3]
  - 観測可能周波数：215 - 270 GHz
  - 1画素 SIS受信機
- HARP [3]
  - 観測可能周波数：325 - 375 GHz
  - 16画素 SIS受信機
- RxW [3]
  - 観測可能周波数：315-375 GHz または 630-710 GHz
- Submillimetre Common-User Bolometer Array (SCUBA) [4]
  - 観測可能波長：450マイクロメートルおよび850マイクロメートル
  - ボロメータアレイ
  - 画素数：91画素（450マイクロメートル）、37画素（850マイクロメートル）

この他SCUBAの後継装置として、450マイクロメートルおよび850マイクロメートルの2波長帯においてそれぞれ1万画素を持つSCUBA-2の開発が進められている。